# Colobothea bitincta
Colobothea bitincta – gatunek chrząszcza z rodziny kózkowatych i podrodziny zgrzypikowych. 

## Zasięg występowania
Występuje w Ameryce Środkowej oraz w Kolumbii.

## Budowa ciała
Chrząszcz o masywnej budowie. Ubarwienie ciała brunatne. Na głowie pięć podłużnych, jasnych brązowożółtych pasów, jeden pośrodku i po dwa na jej bokach; na przedpleczu sześć podobnych pasów. Na pokrywach liczne brązowożółte oraz kremowobiałe plamki tworzące dwie poprzeczne, rozerwane przy szwie przepaski – jedną nieco poza połową ich długości, drugą zaś przy ich wierzchołku. 

## Biologia i ekologia

### Tryb życia i biotop
Występuje w lasach deszczowych, imago są aktywne przez cały rok, z apogeum pojawu na początku pory deszczowej.

### Odżywianie
Postacie dorosłe żywią się młodą korą, nie odwiedzając kwiatów. Larwy ksylofagiczne.